# 교환 이미지 파일 형식
교환 이미지 파일 형식(Exif; EXchangable Image File format)은 디지털 카메라에서 이용되는 이미지 파일 포맷이다. 이 데이터는 JPEG, TIFF 6.0과 RIFF, WAV 파일 포맷에서 이용되며 사진에 대한 정보를 포함하는 메타데이터를 추가한다. Exif는 JPEG 2000, PNG나 GIF 파일에서는 지원하지 않는다.

## 개발 과정
교환 이미지 파일 형식은 일본 전자산업진흥협회 (JEIDA)에 의해 개발되었다. 이 버전의 2.1 버전이 1998년 6월 12일에 개발되었고, 최신 버전인 2.2 버전이 2002년 4월에 공개되었다. 현재 교환 이미지 파일 형식을 정비하는 산업체나 표준화 기구가 존재하지 않지만 디지털 카메라에서 전 세계적으로 사용되고 있다.
EXIF 메타데이터는 다음 정보를 포함한다.
- 날짜와 시간 정보
- 카메라 설정
- 저작권 정보에 대한 설명

## 지리 정보 기록
교환 이미지 파일 형식은 위치 정보를 기록하는 표준을 갖고 있다. 기존에는 GPS 수신기를 내장한 극소수의 카메라만이 사진이 찍힌 장소의 정보를 저장할 수 있었다. 니콘 D300이나 니콘 D90, 파인픽스 S5 Pro, (캐논 EOS 6D는 내부 장착)는 카메라 플래시 연결부에 별도의 GPS 수신기를 장착하여 지리 정보를 기록할 수 있다. 기록된 GPS 데이터는 컴퓨터에서 다른 디지털 사진에도 추가될 수 있다.
그러나 최근에는 GPS 수신기를 장착하고 사진 촬영이 가능한 수많은 휴대폰과 태블릿PC 등이 있어 해당 기기로 사진 촬영을 할 경우 위치 정보를 같이 저장할 수 있는 옵션을 지원하여 위치 정보를 함께 기록하여 촬영하기 쉬워졌다.

## 프로그램 지원
Exif 데이터는 이미지 파일 자체에 끼워진다. 많은 그래픽 소프트웨어에서 Exif 데이터를 인식하고, 파일이 변경될 때에도 메타데이터를 보존한다. 단 구버전의 경우에는 해당되지 않는다. 많은 이미지 갤러리 프로그램 역시 Exif 데이터를 인식하고, 이미지 옆에 Exif 정보를 보여 준다.

## Exif 메타데이터의 정보
Exif 메타데이터는 카메라 제조사, 카메라 모델, 회전 방향, 날짜와 시간, 색 공간, 초점 거리, 플래시, ISO 속도, 조리개, 셔터 속도, gps 등의 정보를 제공한다.

## 예

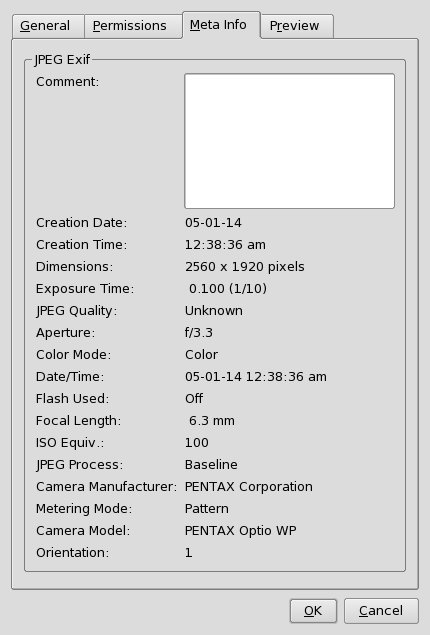
캉커러의 스크린샷. Exif 데이터를 보여주고 있다.

아래의 표는 일반적인 디지털 카메라로 만든 사진의 Exif 데이터이다. 카메라의 출력에 소유권 및 저작권 정보는 일반적으로 제공되지 않으므로 이후 처리 단계에서 채워야 한다. 캐논의 디지털 포토 프로페셔널과 같은 일부 프로그램들은 소유자의 이름을 카메라에 추가할 수 있게 하고 있다.
| 태그                      | 값                           |
| ------------------------- | ---------------------------- |
| Manufacturer              | CASIO                        |
| Model                     | QV-4000                      |
| Orientation (rotation)    | top-left [8 possible values] |
| Software                  | Ver1.01                      |
| Date and time             | 2003:08:11 16:45:32          |
| YCbCr positioning         | centered                     |
| Compression               | JPEG compression             |
| X resolution              | 72.00                        |
| Y resolution              | 72.00                        |
| Resolution unit           | Inch                         |
| Exposure time             | 1/659 s                      |
| F-number                  | f/4.0                        |
| Exposure program          | Normal program               |
| Exif version              | Exif version 2.1             |
| Date and time (original)  | 2003:08:11 16:45:32          |
| Date and time (digitized) | 2003:08:11 16:45:32          |
| Components configuration  | Y Cb Cr –                    |
| Compressed bits per pixel | 4.01                         |
| Exposure bias             | 0.0                          |
| Max. aperture value       | 2.00                         |
| Metering mode             | Pattern                      |
| Flash                     | Flash did not fire           |
| Focal length              | 20.1 mm                      |
| MakerNote                 | 432 bytes unknown data       |
| FlashPix version          | FlashPix version 1.0         |
| Color space               | sRGB                         |
| Pixel X dimension         | 2240                         |
| Pixel Y dimension         | 1680                         |
| File source               | DSC                          |
| Interoperability index    | R98                          |
| Interoperability version  | (null)                       |

## 같이 보기
- 디지털 사진
- 이미지 파일 형식